# Quận của tỉnh Bouches-du-Rhône
4 quận của tỉnh Bouches-du-Rhône gồm:
1. Quận Aix-en-Provence, (quận lỵ: Aix-en-Provence) với 10 tổng và 44 xã. Dân số của quận này là 347.431 người năm 1990, 381.986 người năm 1999, tăng trưởng dân số là 9.95%.
2. Quận Arles, (quận lỵ: Arles) với 9 tổng và 36 xã. Dân số của quận này là 171.807 người năm 1990, và 180.948 người năm 1999, tăng trưởng dân số là 5.32%.
3. Quận Marseille, (tỉnh lỵ của tỉnh Bouches-du-Rhône: Marseille) với 26 tổng và 21 xã. Dân số của quận này là 965.318 người năm 1990, và 980.082 người năm 1999, tăng trưởng dân số là 1.53%.
4. Quận Istres, (quận lỵ: Istres) với 8 tổng và 18 xã. Dân số của quận này là 274.815 người năm 1990, và 292.703 người năm 1999, tăng trưởng dân số là 6.51%.